# Franz Wilfan
Franz Wilfan (* 14. Oktober 1985 in Klagenfurt) ist ein österreichischer Eishockeyspieler auf der Position des Stürmers. Er steht beim ESC Steindorf unter Vertrag.

## Karriere
Wilfan begann seine Karriere beim EC KAC, bei welchem er bis 2000 blieb. Danach wechselte er zu den Valley Jr. Warriors in die Vereinigten Staaten, bei welchem er in der nordamerikanischen Juniorenliga Eastern Junior Hockey League spielte. Nach seinem ersten Engagement in den USA wechselte Wilfan zurück zum EC KAC, bei welchem er 2001 zu seinem Profidebüt in der EBEL kam. Die meiste Zeit kam er aber beim U-20 Team des EC KAC zum Einsatz, bei welchem er in 48 Spielen 125 Punkte beisteuern konnte. 2003 zog es ihn zurück zu den Valley Jr. Warriors. Dort konnte er in 21 Spielen 24 Punkte verbuchen. Im selben Jahr kam er zurück zum EC KAC und absolvierte seine erste Profisaison mit 43 Einsätzen in der EBEL. Bis 2008 kam er für den EC KAC noch zu insgesamt 126 Einsätzen.
Anschließend wechselte er zum EBEL-Club EC Graz 99ers, bei welchen er sieben Spiele absolvierte und währenddessen wurde er noch zu dem EV Zeltweg und danach dem Kapfenberger SV ausgeliehen. Danach wechselte er zum ATSE Graz. Dort spielte er in der Nationalliga, der zweiten österreichischen Liga, in welcher er 86 Spiele absolvierte. 2012 zog es ihm zum EK Zell am See, der ebenfalls in der zweiten österreichischen Liga spielte. In seiner ersten Saison stieg er direkt zum Assistenzkapitän auf, 2013 stieg er zum Mannschaftskapitän auf. Nach acht Jahren im Pinzgau wechselte Wilfan 2021 zum ESC Steindorf in die drittklassige ÖEL.

### International
Wilfan durchlief die U18 und U20 des ÖEHV. Mit der U18-Nationalmannschaft konnte er den dritten Platz bei der U18-Junioren-Weltmeisterschaft 2002 der Division I erringen. Für die U20 konnte er den ersten Platz bei der U20-Junioren-Weltmeisterschaft 2003 der Division I und den dritten Platz der U20-Junioren-Weltmeisterschaft 2005 der Division I belegen. Er kam auch für die A-Nationalmannschaft des ÖEHV zum Einsatz und bestritt für diese zwei Spiele, in denen er einen Assist verbuchen konnte.

## Erfolge und Auszeichnungen
- 2003 Aufstieg in die Top-Division bei der U20-Junioren-Weltmeisterschaft der Division I
- 2010 Oberliga-Meister und Aufstieg in die Nationalliga mit dem ATSE Graz